# Rhodiola atuntsuensis
Rhodiola atuntsuensis är en fetbladsväxtart som först beskrevs av Praeger, och fick sitt nu gällande namn av Fu. Rhodiola atuntsuensis ingår i släktet rosenrötter, och familjen fetbladsväxter. Inga underarter finns listade i Catalogue of Life.